# SXg (Inschrift)
SXg ist die Bezeichnung einer Inschrift auf einem Siegel (S) von Xerxes I. (X). Sie wurde von der Wissenschaft mit einem Index (g) versehen. Die Inschrift liegt in altpersischer und babylonischer Sprache vor. Die Inschrift wurde als Abdruck einmalig auf insgesamt vier Fragmenten des gleichen Siegels in Daskyleion gefunden.

## Inhalt
„Ich (bin) Xerxes, der König.“

## Beschreibung
Das Siegel aus Daskyleion  ist über vier Siegelabdrücke überliefert, von denen nur ein einzelnes Fragment die Inschrift SXg enthält. Die einzelnen Sprachversionen sind einzeilig und nicht vollständig erhalten. Es wird nicht angenommen, dass das Siegel zusätzlich eine elamische Sprachversion enthalten hat, obwohl die Inschrift nicht vollständig ist. Damit wäre SXg die einzige zweisprachige Inschrift auf einem königlichen Siegel. Rüdiger Schmitt nahm 1981 die Inschrift in die Notation der achämenidischen Königsinschriften auf und legte die Bezeichnung SXg fest.

### Fragmente
Die Abdrücke auf den Fragmenten aus Ton stammen von einem Zylindersiegel. Zwei Fragmente konnten zusammengestellt werden. Das erste Fragment (Erg. 251) ohne Inschrift ist 3,58 cm hoch, das zweite (Erg. 251) mit der Inschrift SXg 2,6 cm. Zusammen sind die beiden Bruchstücke 3,91 cm breit und 1,10 cm dick. Sie werden im Archäologischen Museum von Bandirma unter den wissenschaftlichen Objektnamen Erg. 250+251 aufbewahrt. Die Bezeichnung im Katalog der Siegel aus Daskyleion ist DS 2.1.
Ein weiteres Fragment ist 3,48 cm hoch, 2,88 cm breit und 1,0 cm dick. Das Fragment wird ebenfalls im archäologischen Museum von Bandirma unter der Objektbezeichnung Erg. 252 aufbewahrt. Die Bezeichnung im Katalog der Siegel aus Daskyleion lautet DS 2.2. Unter der Objektbezeichnung Erg. 177 beherbergt das gleiche Museum ein weiteres Fragment. Die Bezeichnung im Katalog der Siegel aus Daskyleion ist DS 2.3. Die Dimensionen sind 2,41 cm Höhe, 1,6 cm Breite und 1,0 cm Dicke. Das kleine Bruchstück zeigt den mittleren Teil des Siegels. Beide Fragmente enthalten keine Inschrift.
Die Fragmente wurden während der Ausgrabungen in Hisartepe 1954 entdeckt. Das Siegel wurde erstmals 1959 veröffentlicht und 2002 in einer zweiten Untersuchung um das Fragment Erg. 177 ergänzt.

### Ikonographie
Ikonographen wie zum Beispiel Margaret Cool Root und Mark B. Garrison haben in den letzten Jahrzehnten Ansätze einer standardisierten Beschreibung  von achämenidischen Darstellungen entwickelt. Die definierten Ausdrücke sind in der folgenden Beschreibung des Siegels mit der Inschrift SXg kursiv dargestellt.
Auf dem aus den Fragmenten zusammengestellten Siegel sind zwei menschenähnliche Kreaturen (human-faced creatures), halb Mensch, halb Stier, zu sehen. Sie stehen sich mit ausgestreckten Vorderbeinen gegenüber. Die Gesichter tragen lange, eckige Bärte (long, squared beards)  und gezahnte Kronen (dentate crown). Ihre Schwänze und Flügel sind nach oben gebogen. Darüber schwebt ein geflügeltes Symbol (winged symbol). Eine Dattelpalme (date palm) ist im Ansatz auf der linken Seite zu sehen. Die zweisprachige Inschrift ist auf der rechten Seite angeordnet und auf dem Original in spiegelverkehrter Form geschrieben.
Das Siegel weist verschiedene Markenzeichen achämenidischer Ikonographie auf. Dazu gehören die menschenähnlichen Kreaturen mit gezahnten Kronen und langen, eckigen Bärten. Geflügelte Kreaturen mit Gesichtern enthalten besondere Hinweise auf das achämenidische Königtum, insbesondere solche, die kunstvolle Kopfbedeckungen tragen und/oder lange, kantige Bärte haben. Die Dattelpalme als uraltes Symbol von Fruchtbarkeit ist ebenfalls mit dem Königtum verbunden. Die genaue Bedeutung des geflügelten Symbols in all seinen Variationen bleibt ungeklärt. All diese Symbole können bis auf die Assyrer zurückverfolgt werden.